# Лупіта Гонсалес
Марія Гваделупе Гонсалес Ромеро (ісп. María Guadalupe González Romero, більш відома як Лупіта Гонсалес, Lupita González) — мексиканська легкоатлетка, що спеціалізується в спортивній ходьбі, олімпійська медалістка, призерка чемпіонатів світу, чемпіонка панамериканських ігор.

## Особисті рекорди
- 10000 м — 47:48.30 (2013)
- 10 км — 43:49 (2015)
- 15 км — 1:06:55 (2014) NR
- 20 км — 1:28:37 (2016) NR